# Sonae
Sonae är en av de största portugisiska företagsgrupper - ett konglomerat bestående av flera företag med sinsemellan olika verksamheter.
Huvudkontoret ligger i Maia, i närheten av staden Porto.
Sonae är Portugals största arbetsgivare inom den privata sektorn, med över 43 000 anställda.
Utanför Portugal driver Sonae verksamhet i Spanien, Brasilien, USA, Mexiko, Italien, Tyskland, Irland, England, Frankrike, Grekland, Rumänien, Polen, Egypten, Malaysia och Australien.
Företaget är börsnoterat på Euronext Lisbon och ingår i PSI-20 index.